# Ostrówek (powiat mielecki)
Ostrówek – wieś w Polsce położona w województwie podkarpackim, w powiecie mieleckim, w gminie Gawłuszowice}.
| SIMC    | Nazwa             | Rodzaj    |
| ------- | ----------------- | --------- |
| 0645895 | Kolonia           | część wsi |
| 0645903 | Szlachecki Koniec | część wsi |
| 0645910 | Zawierzbie        | część wsi |

W latach 1975–1998 miejscowość położona była w województwie rzeszowskim.
Wieś położona w dorzeczach Wisły, Wisłoki i Brnia. Głównym zajęciem jej mieszkańców jest rolnictwo. We wsi znajduje się oddział szkolny Szkoły Podstawowej w Gawłuszowicach.